# Clerodendrum hettae
Clerodendrum hettae là một loài thực vật có hoa trong họ Hoa môi. Loài này được Hallier f. mô tả khoa học đầu tiên năm 1918.